# بول سايمون

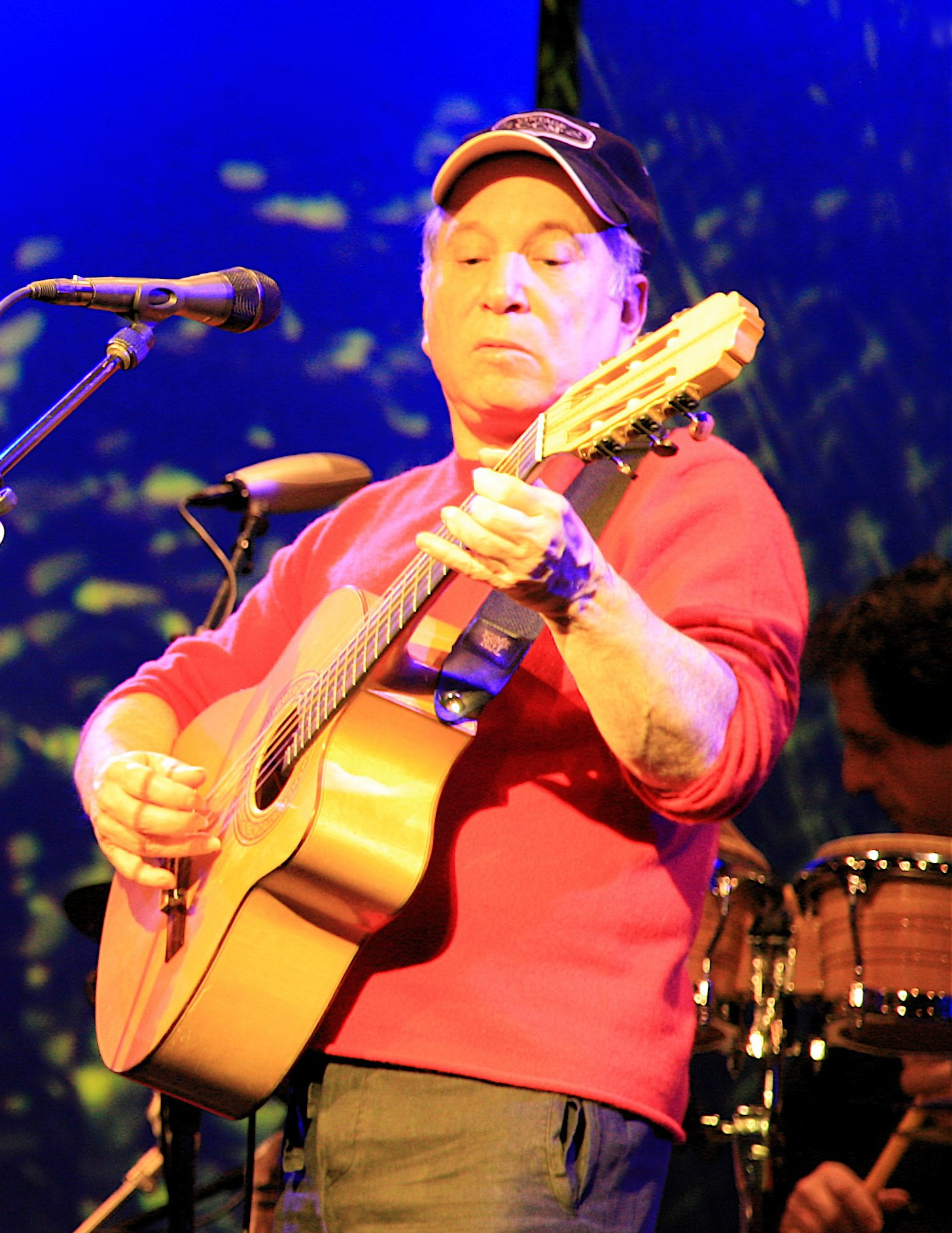
بول سايمون عام 2007

بول سايمون (Paul Simon) أو بول فريدريك سايمون (13 أكتوبر 1941 في نيوآرك، نيوجيرزي) هو موسيقي وممثل أمريكي. تعرف على صديقه آرت غارفونكيل في صيف عام 1953 أثناء أحد التدريبات لتقديم عرض تمثيلي لأليس في بلاد العجائب.

## وصلات خارجية
- بول سايمون على موقع IMDb (الإنجليزية)
- بول سايمون على موقع الموسوعة البريطانية (الإنجليزية)
- بول سايمون على موقع روتن توميتوز (الإنجليزية)
- بول سايمون على موقع مونزينجر (الألمانية)
- بول سايمون على موقع ألو سيني (الفرنسية)
- بول سايمون على موقع ميوزك برينز (الإنجليزية)
- بول سايمون على موقع ميوزك برينز (الإنجليزية)
- بول سايمون على موقع رولينغ ستون (الإنجليزية)
- بول سايمون على موقع أول موفي (الإنجليزية)
- بول سايمون على موقع قاعدة بيانات برودواي على الإنترنت (الإنجليزية)
- بول سايمون على موقع قاعدة بيانات برودواي على الإنترنت (الإنجليزية)

## الموقع الرسمي
- موقع باول سيمون